# ジミ・マヌワ
ジミ・マヌワ（Jimi Manuwa、男性、1980年2月18日 - ）は、イギリスの総合格闘家。アメリカ合衆国カリフォルニア州サクラメント出身。イングランド・ロンドン在住。Keddles Gym/ノヴァ・フォルサBJJ所属。元UCMMAライトヘビー級王者。

## 来歴
ナイジェリア人の両親が移住したアメリカ合衆国カリフォルニア州で生まれた。少年期はナイジェリアで暮らし、10歳でイングランドに移住した。青年期のマヌワは素行が悪く、ストリートファイトに明け暮れ、2002年にはオフィスビルに侵入した窃盗の罪で刑務所に1年収監された。2008年、格闘技経験は無かったが己の強さに自信があったため、28歳でブラジリアン柔術、ムエタイ、ボクシングを始め、総合格闘技デビュー。
2009年5月9日、UCMMAライトヘビー級王座決定戦でライアン・ロビンソンと対戦し、パンチ連打でTKO勝ちを収め王座獲得に成功。以後、5度の王座防衛に成功した。

### UFC
2012年9月29日、UFC初参戦となったUFC on Fuel TV 5でカイル・キングスバリーと対戦し、2R終了時にドクターストップでTKO勝ち。
2014年3月8日、UFC Fight Night: Gustafsson vs. Manuwaでライトヘビー級ランキング1位のアレクサンダー・グスタフソンと対戦し、パウンドで2RTKO負け。敗れはしたものの、ファイト・オブ・ザ・ナイトを受賞した。
2015年9月5日、UFC 191でライトヘビー級ランキング1位のアンソニー・ジョンソンと対戦し、右フックでダウンを奪われパウンドで2RKO負け。
2016年10月8日、UFC 204でライトヘビー級ランキング5位のオヴィンス・サンプルーと対戦し、左フックで2RKO勝ち。パフォーマンス・オブ・ザ・ナイトを受賞した。
2017年3月18日、UFC Fight Night: Manuwa vs. Andersonでライトヘビー級ランキング6位のコーリー・アンダーソンと対戦し、左フックで1RKO勝ち。パフォーマンス・オブ・ザ・ナイトを受賞した。
2017年7月29日、UFC 214でライトヘビー級ランキング5位のヴォルカン・オーズデミアと対戦し、左フックでダウンを奪われパウンドで1RKO負け。
2018年3月17日、UFC Fight Night: Werdum vs. Volkovでライトヘビー級ランキング11位のヤン・ブラホヴィッチと再戦し、0-3の判定負け。敗れはしたもののファイト・オブ・ザ・ナイトを受賞した。
2019年6月1日、UFC Fight Night: Gustafsson vs. Smithでアレクサンダル・ラキッチと対戦し、開始42秒に左ハイキックで失神KO負け。試合から2日後の6月3日に現役引退を発表した。

## 戦績
| 総合格闘技 戦績 | 総合格闘技 戦績 | 総合格闘技 戦績 | 総合格闘技 戦績 | 総合格闘技 戦績 | 総合格闘技 戦績 | 総合格闘技 戦績 |
| --------------- | --------------- | --------------- | --------------- | --------------- | --------------- | --------------- |
| 23 試合         | (T)KO           | 一本            | 判定            | その他          | 引き分け        | 無効試合        |
| 17 勝           | 15              | 1               | 1               | 0               | 0               | 0               |
| 6 敗            | 5               | 0               | 1               | 0               | 0               | 0               |

| 勝敗 | 対戦相手                     | 試合結果                           | 大会名                                                             | 開催年月日     |
| ×    | アレクサンダル・ラキッチ     | 1R 0:47 KO（左ハイキック）         | UFC Fight Night: Gustafsson vs. Smith                              | 2019年6月1日   |
| ×    | チアゴ・サントス             | 2R 0:41 KO（左フック）             | UFC 231: Holloway vs. Ortega                                       | 2018年12月8日  |
| ×    | ヤン・ブラホヴィッチ         | 5分3R終了 判定0-3                  | UFC Fight Night: Werdum vs. Volkov                                 | 2018年3月17日  |
| ×    | ヴォルカン・オーズデミア     | 1R 0:42 KO（パウンド）             | UFC 214: Cormier vs. Jones 2                                       | 2017年7月29日  |
| ○    | コーリー・アンダーソン       | 1R 3:05 KO（左フック）             | UFC Fight Night: Manuwa vs. Anderson                               | 2017年3月18日  |
| ○    | オヴィンス・サンプルー       | 2R 2:38 KO（左フック）             | UFC 204: Bisping vs. Henderson 2                                   | 2016年10月8日  |
| ×    | アンソニー・ジョンソン       | 2R 0:28 KO（右フック→パウンド）    | UFC 191: Johnson vs. Dodson 2                                      | 2015年9月5日   |
| ○    | ヤン・ブラホヴィッチ         | 5分3R終了 判定3-0                  | UFC Fight Night: Gonzaga vs. Cro Cop 2                             | 2015年4月11日  |
| ×    | アレクサンダー・グスタフソン | 2R 1:18 TKO（右アッパー→パウンド） | UFC Fight Night: Gustafsson vs. Manuwa                             | 2014年3月8日   |
| ○    | ライアン・ジモー             | 2R 4:41 TKO（右脚の負傷）          | UFC Fight Night: Machida vs. Munoz                                 | 2013年10月26日 |
| ○    | シリル・ディアバテ           | 1R終了時 TKO（棄権）               | UFC on Fuel TV 7: Barao vs. McDonald                               | 2013年2月16日  |
| ○    | カイル・キングスバリー       | 2R終了時 TKO（ドクターストップ）   | UFC on Fuel TV 5: Struve vs. Miocic                                | 2012年9月29日  |
| ○    | アントニー・レア             | 1R終了時 TKO（棄権）               | BAMMA 8: Manuwa vs. Rea                                            | 2011年12月10日 |
| ○    | ニック・チャップマン         | 1R 2:14 TKO（膝蹴り）              | UCMMA 24: Hands of War 【UCMMAライトヘビー級タイトルマッチ】       | 2011年10月22日 |
| ○    | バレンチノ・ペトレスク       | 1R 3:08 KO（パンチ）               | UCMMA 14: Invincible 【UCMMAライトヘビー級タイトルマッチ】         | 2010年8月7日   |
| ○    | レザ・マーダヴィアン         | 1R 3:19 TKO（パンチ連打）          | UCMMA 12: Never Back Down 【UCMMAライトヘビー級タイトルマッチ】    | 2010年5月8日   |
| ○    | ショーン・ロマス             | 1R 3:58 TKO（パンチ連打）          | UCMMA 9: Fighting for Heroes 【UCMMAライトヘビー級タイトルマッチ】 | 2009年12月5日  |
| ○    | ルーク・ブライス             | 2R 4:22 KO（パンチ）               | UCMMA 6: Payback 【UCMMAライトヘビー級タイトルマッチ】             | 2009年8月22日  |
| ○    | ライアン・ロビンソン         | 1R 2:03 TKO（パンチ連打）          | UCMMA 4: Relentless 【UCMMAライトヘビー級王座決定戦】              | 2009年5月9日   |
| ○    | ジェイミー・ハーン           | 1R 1:49 ギロチンチョーク           | UCMMA 2: Unbreakable                                               | 2009年2月7日   |
| ○    | クリス・グレイグ             | 2R 1:35 TKO（パンチ連打）          | UCMMA 1: Bad Breed                                                 | 2008年12月6日  |
| ○    | デイブ・リントウル           | 1R 3:10 TKO                        | FX3: Fight Night 9                                                 | 2008年9月13日  |
| ○    | トム・キング                 | 1R TKO（パンチ連打）               | Full Contact Fight Night 8                                         | 2008年7月26日  |

## 獲得タイトル
- 初代UCMMAライトヘビー級王座（2009年）

## 表彰
- ブラジリアン柔術 紫帯
- UFC ファイト・オブ・ザ・ナイト（1回）
- UFC パフォーマンス・オブ・ザ・ナイト（2回）